# Aleuropleurocelus eriogonum
Aleuropleurocelus eriogonum es un hemíptero de la familia Aleyrodidae, de la subfamilia: Aleyrodinae.
Fue descrita científicamente por primera vez por Carapia-Ruiz en 2020.